# Логан (окръг, Западна Вирджиния)
Окръг Логан (на английски: Logan County) е окръг в щата Западна Вирджиния, Съединени американски щати. Площта му е 1181 km², а населението – 36 168 души (2012). Административен център е град Логан.